# Aranygyűrűs hegyitangara
A aranygyűrűs hegyitangara (Bangsia aureocincta)  a madarak osztályának verébalakúak (Passeriformes) rendjébe és a tangarafélék (Thraupidae) családjába tartozó faj.

## Rendszerezése
A fajt Carl Edward Hellmayr osztrák ornitológus írta le 1910-ben, a Buthraupis  nembe Buthraupis aureocincta néven.

## Előfordulása
Dél-Amerika északnyugati részén, az Andokban, Kolumbia területén honos. Természetes élőhelyei a szubtrópusi és trópusi hegyi esőerdők. Állandó, nem vonuló faj.

## Megjelenése
Testhossza 16 centiméter.
|  |

## Természetvédelmi helyzete
Az elterjedési területe kicsi, egyedszáma 600-1700 példány közötti és csökken.  A Természetvédelmi Világszövetség Vörös listáján sebezhető fajként szerepel.